# 漁郎駅
漁郎駅（オランえき、어랑역）は朝鮮民主主義人民共和国咸鏡北道漁郎郡に位置する朝鮮民主主義人民共和国鉄道省平羅線の駅である。

## 歴史
- 1924年10月11日：会文駅として開業[1]。
- 日時不明：漁郎駅に改称。